# Patricia Suárez
Patricia Suárez (Rosario, 1969) é uma escritora e jornalista argentina.
Estudou Psicologia e Antropologia. Recebeu diversos prêmios por seus contos. Escreveu em gêneros variados, inclusive para teatro, e obras destinadas a crianças e adolescentes. Em 2007, por encomenda da Movistar, escreveu as narrativas seriadas Switch! e Bonus Track, para publicação em forma de mensagens de texto para telefones celulares. Colaborou com os jornais Clarín e Perfil, além das revistas Para Ti e Rolling Stone.
Sua peça Varsóvia foi encenada no Brasil pelo Grupo Cena, em 2000.

## Obras

### Romances
- Aparte del Principio de la Realidad (Edit Municipal de Rosario, 1998)
- Perdida en el momento (Alfaguara, 2004)
- Un fragmento de la vida de Irene S. (Colihue, 2004)
- Album de Polaroids (Ed La Fabrica, 2008)
- Causa y Efecto (Editorial Punto y Aparte, 2008)
- LUCY (Edit Plaza & Janés, 2010)

### Contos
- Rata Paseandera (Bajo la Luna Nueva, 1998)
- La italiana (Ameghino, 2000)
- Esta no es mi noche (Alfaguara, 2005)

### Poesia
- Fluido Manchester (Siesta, 2000)
- Late (Alción, 2003)
- Secreto desencanto (Vox, 2008)
- Ligera de equipaje (EMR, 2012)